# کلیسای جامع الکساندر نوسکی، تالین

کلیسای جامع الکساندر نوسکی

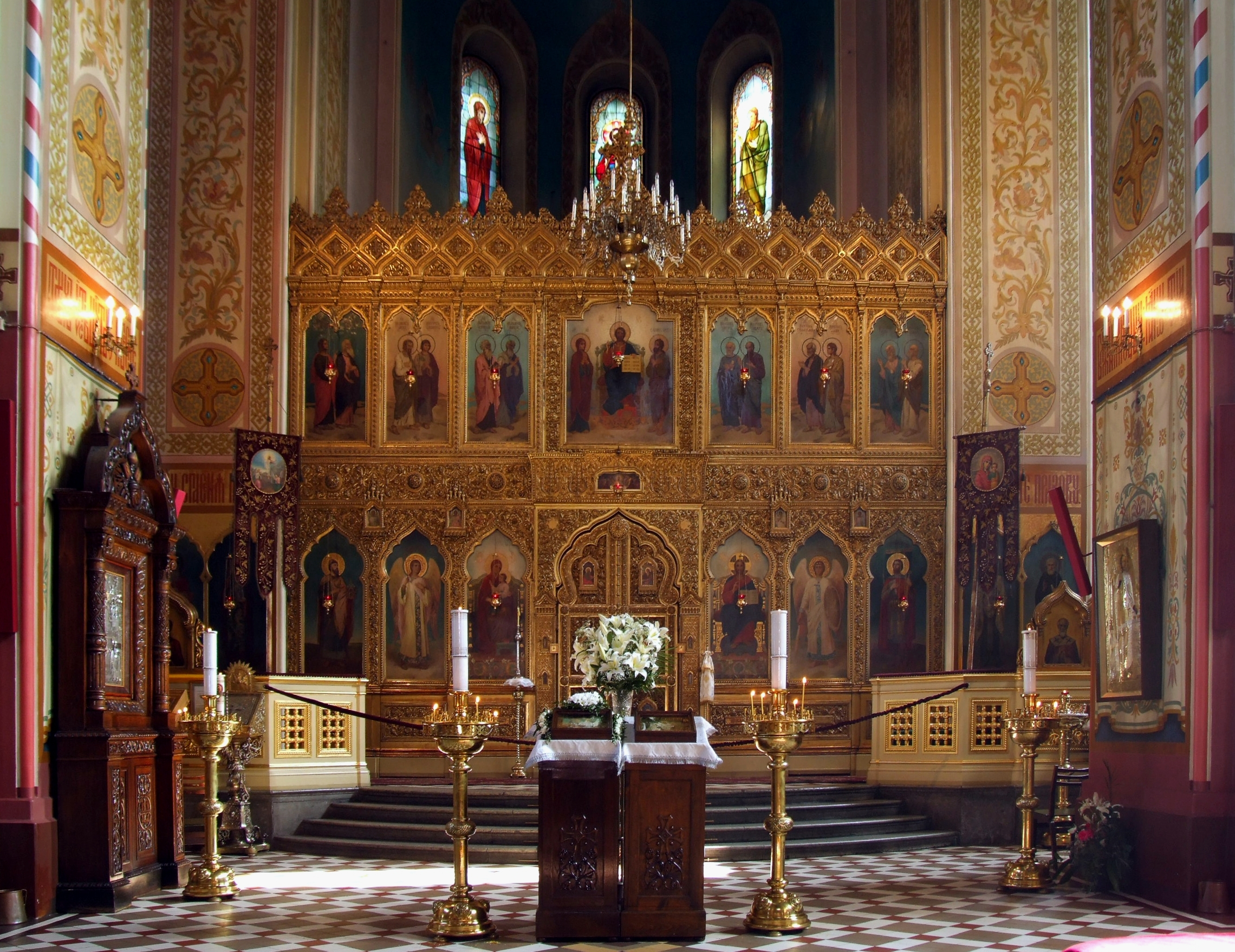
داخل کلیسا

کلیسای جامع الکساندر نوسکی (به استونیایی: Aleksander Nevski katedraal) کلیسایی در شهر تالین، استونی است.
این کلیسا در بین سال‌های ۱۸۹۴ تا ۱۹۰۰ میلادی ساخته شده‌است و متعلق به پیروان ارتدوکس است.